# KRC Genk in het seizoen 2023/24
Deze pagina beschrijft de prestaties van voetbalclub KRC Genk in het seizoen 2023/24.

## Kern

### Spelerskern
| Nr.           | Naam                   | Nationaliteit    | Geboortedatum | Vorige club             |
| ------------- | ---------------------- | ---------------- | ------------- | ----------------------- |
| Keepers       |                        |                  |               |                         |
| 1             | Hendrik Van Crombrugge | België           | 30-04-1993    | RSC Anderlecht          |
| 26            | Maarten Vandevoordt    | België           | 16-02-2002    | Eigen jeugd             |
| 30            | Vic Chambaere          | België           | 10-01-2003    | Eigen jeugd             |
| 41            | Mike Penders           | België           | 31-07-2005    | Eigen jeugd             |
| Verdedigers   |                        |                  |               |                         |
| 2             | Mark McKenzie          | Verenigde Staten | 25-02-1999    | Philadelphia Union      |
| 3             | Mujaid Sadick          | Spanje           | 14-03-2000    | Deportivo La Coruña     |
| 5             | Gerardo Arteaga        | Mexico           | 07-09-1998    | Santos Laguna           |
| 18            | Joris Kayembe          | België           | 08-08-1994    | Sporting Charleroi      |
| 22            | Rasmus Carstensen      | Denemarken       | 10-11-2000    | Silkeborg IF            |
| 23            | Daniel Muñoz           | Colombia         | 26-05-1996    | Atlético Nacional       |
| 46            | Carlos Cuesta          | Colombia         | 09-03-1999    | Atlético Nacional       |
| 77            | Ángelo Preciado        | Ecuador          | 18-02-1998    | Independiente del Valle |
| Middenvelders |                        |                  |               |                         |
| 4             | Aziz Ouattara          | Ivoorkust        | 04-01-2001    | Hammarby IF             |
| 8             | Bryan Heynen           | België           | 06-02-1997    | Eigen jeugd             |
| 10            | Bilal El Khannous      | Marokko          | 10-05-2004    | Eigen jeugd             |
| 11            | Mike Trésor            | België           | 28-05-1999    | Willem II               |
| 17            | Patrik Hrošovský       | Slowakije        | 22-04-1992    | FC Viktoria Pilsen      |
| 19            | Anouar Ait El Hadj     | België           | 20-04-2002    | RSC Anderlecht          |
| 24            | Luca Oyen              | België           | 14-03-2003    | Eigen jeugd             |
| 25            | Matías Galarza         | Argentinië       | 04-03-2002    | Argentinos Juniors      |
| Aanvallers    |                        |                  |               |                         |
| 7             | Alieu Fadera           | Gambia           | 03-11-2001    | SV Zulte Waregem        |
| 9             | Andi Zeqiri            | Zwitserland      | 22-06-1999    | Brighton & Hove Albion  |
| 14            | Yira Sor               | Nigeria          | 24-07-2000    | SK Slavia Praag         |
| 20            | Kelvin John            | Tanzania         | 10-06-2003    | Brook House FA          |
| 28            | Joseph Paintsil        | Ghana            | 01-02-1998    | Tema Youth FC           |
| 48            | Adnane Abid            | België           | 23-08-2003    | Eigen jeugd             |
| 90            | Christopher Bonsu Baah | Ghana            | 14-12-2004    | Sarpsborg 08 FF         |
| 99            | Tolu Arokodare         | Nigeria          | 23-11-2000    | Amiens SC               |

- Aanvoerder

### Staf

#### Technische staf
| Functie                | Naam               | Nationaliteit |
| ---------------------- | ------------------ | ------------- |
| Coach                  | Wouter Vrancken    | België        |
| Assistent-coach        | Domenico Olivieri  | België        |
| Assistent-coach        | Kevin Van Dessel   | België        |
| Assistent-coach        | Jan Wuytens        | België        |
| Keeperstrainer         | Guy Martens        | België        |
| Physical coach         | Glenn Vanryckeghem | België        |
| Videoanalist           | Peter Persoons     | België        |
| High performance coach | Bram Swinnen       | België        |
| Teammanager            | Jordi Caruso       | België        |
| Sports Scientist       | Arnaud Serruys     | België        |
| Mental coach           | Stijn Quanten      | België        |

#### Medische staf
| Functie              | Naam               | Nationaliteit |
| -------------------- | ------------------ | ------------- |
| Ploegarts            | Philip Thys        | België        |
| Hoofdkinesitherapeut | Jan Theunis        | België        |
| Kinesitherapeut      | Matthias Didden    | België        |
| Kinesitherapeut      | Erwin Kelchtermans | België        |
| Osteopaat            | Jan Berx           | België        |
| Masseur              | Jacques Raymaekers | België        |
| Masseur              | Jurgen Schepers    | België        |

### Transfers

#### Zomer
| Naam                   | Nationaliteit             | Van/naar                      | Type               |
| ---------------------- | ------------------------- | ----------------------------- | ------------------ |
| Inkomend               |                           |                               |                    |
| Andi Zeqiri            | Zwitserland               | Brighton & Hove Albion        | Gekocht            |
| Zakaria El Ouahdi      | België                    | RWD Molenbeek                 | Gekocht            |
| Hendrik Van Crombrugge | België                    | RSC Anderlecht                | Gekocht            |
| Christopher Bonsu Baah | Ghana                     | Sarpsborg 08 FF               | Gekocht            |
| Alieu Fadera           | Gambia                    | SV Zulte Waregem              | Gekocht            |
| Joris Kayembe          | Congo-Brazzaville, België | Royal Charleroi Sporting Club | Gekocht            |
| Uitgaand               |                           |                               |                    |
| Mbwana Samatta         | Tanzania                  | Fenerbahçe SK                 | Einde huur         |
| Matisse Didden         | België                    | Roda JC Kerkrade              | Verkocht           |
| Tuur Rommens           | België                    | KVC Westerlo                  | Verkocht           |
| Jay-Dee Geusens        | België                    | SK Beveren                    | Verkocht           |
| Rasmus Carstensen      | Denemarken                | 1. FC Köln                    | Verhuurd           |
| Nicolás Castro         | Argentinië                | Elche CF                      | Verhuurd           |
| Tobe Leysen            | België                    | OH Leuven                     | Verkocht           |
| Mike Trésor            | België                    | Burnley FC                    | Verhuurd           |
| Ángelo Preciado        | Ecuador                   | Sparta Praag                  | Verkocht           |
| Bastien Toma           | Zwitserland               | FC St. Gallen                 | Contract verbroken |

## Uitrustingen
Shirtsponsor(s): Beobank / Carglass / ITZU / Group Bruno / Federale verzekering / CEOs 4 Climate

Sportmerk: Nike

## Oefenwedstrijden
Hieronder een overzicht van de oefenwedstrijden die KRC Genk tijdens het seizoen 2023/24 speelde.
| Datum      | Thuis/Uit | Tegenstander      | Score | Doelpuntenmaker(s) KRC Genk         |
| ---------- | --------- | ----------------- | ----- | ----------------------------------- |
| 01-07-2023 | Thuis     | KVK Tienen        | 3 – 0 | Sor, Martens, Oyen                  |
| 08-07-2023 | Thuis     | OH Leuven         | 4 – 0 | Fadera, Hrošovský, Oyen, Bonsu Baah |
| 14-07-2023 | Neutraal  | PAOK Saloniki     | 3 – 2 | Sor, Castro                         |
| 16-07-2023 | Thuis     | Zulte Waregem     | 3 – 3 | Fadera, Ait El Hadj, Arokodare      |
| 19-07-2023 | Uit       | Sporting Lissabon | 1 – 1 | Fadera                              |
| 22-07-2023 | Thuis     | Burnley FC        | 2 – 0 | Sor, Arokodare                      |

## Jupiler Pro League

### Reguliere competitie

#### Wedstrijden
| Jupiler Pro League                                                                                           |                                                         |                                     |                                                   | |                                                                             |
| Wedstrijddetails                                                                                             | Thuisploeg                                              | Uitslag                             | Uitploeg                                          | Opstelling | Kaarten                                                                     |
| Heenronde |                                                         |                                     |                                                   | |                                                                             |
| 29 juli 2023 20:45 Edmond Machtensstadion Sint-Jans-Molenbeek Ref.: Wesli De Cremer Toeschouwers: 5.600      | RWDM                                                    | 0 – 4                               | KRC Genk                                          | Vandevoordt Muñoz, Cuesta, McKenzie, Kayembe Heynen (76' Ouattara), El Hadj (76' El Khannous), Galarza (62' Hrošovský) Paintsil (75' Arokodare), Sor, Fadera (62' Trésor)    |                                                                             |
| 29 juli 2023 20:45 Edmond Machtensstadion Sint-Jans-Molenbeek Ref.: Wesli De Cremer Toeschouwers: 5.600      |                                                         | 0 – 1 0 – 2 0 – 3 0 – 4             | 31' Fadera 38' (pen.) Heynen 45' Muñoz 71' Cuesta | Vandevoordt Muñoz, Cuesta, McKenzie, Kayembe Heynen (76' Ouattara), El Hadj (76' El Khannous), Galarza (62' Hrošovský) Paintsil (75' Arokodare), Sor, Fadera (62' Trésor)    |                                                                             |
| 5 augustus 2023 16:00 Cegeka Arena Genk Ref.: Wim Smet Toeschouwers: 14.230                                  | KRC Genk                                                | 0 – 1                               | KAS Eupen                                         | Vandevoordt Preciado (61' Muñoz), Sadick, McKenzie, Arteaga Ouattara (76' Oyen), El Khannous, Hrošovský (76' Galarza) Bonsu Baah (61' Paintsil), Sor (61' Arokodare), Trésor | 50' McKenzie                                                                |
| 5 augustus 2023 16:00 Cegeka Arena Genk Ref.: Wim Smet Toeschouwers: 14.230                                  |                                                         | 0 – 1                               | 2' Charles-Cook                                   | Vandevoordt Preciado (61' Muñoz), Sadick, McKenzie, Arteaga Ouattara (76' Oyen), El Khannous, Hrošovský (76' Galarza) Bonsu Baah (61' Paintsil), Sor (61' Arokodare), Trésor | 50' McKenzie                                                                |
| 13 augustus 2023 16:00 Jan Breydelstadion Brugge Ref.: Bert Put Toeschouwers: 3.976                          | Cercle Brugge                                           | 0 – 1                               | KRC Genk                                          | Vandevoordt Muñoz, Cuesta , Sadick, Kayembe Ouattara, El Khannous, Hrošovský Paintsil (90+2' Preciado), Sor (84' Arokodare), El Hadj (68' Bonsu Baah)                        | 42' El Hadj 73' Kayembe 78' Muñoz                                           |
| 13 augustus 2023 16:00 Jan Breydelstadion Brugge Ref.: Bert Put Toeschouwers: 3.976                          |                                                         | 0 – 1                               | 71' (e.d.) Warleson                               | Vandevoordt Muñoz, Cuesta , Sadick, Kayembe Ouattara, El Khannous, Hrošovský Paintsil (90+2' Preciado), Sor (84' Arokodare), El Hadj (68' Bonsu Baah)                        | 42' El Hadj 73' Kayembe 78' Muñoz                                           |
| 20 augustus 2023 16:00 Cegeka Arena Genk Ref.: Kevin Van Damme Toeschouwers: 13.531                          | KRC Genk                                                | 0 – 0                               | Charleroi                                         | Vandevoordt Muñoz, Cuesta , Sadick, Kayembe Ouattara (59' Hrošovský), El Khannous, Galarza Sor (46' Paintsil), Arokodare (59' Oyen), Fadera (46' Bonsu Baah)                 |                                                                             |
| 20 augustus 2023 16:00 Cegeka Arena Genk Ref.: Kevin Van Damme Toeschouwers: 13.531                          |                                                         |                                     |                                                   | Vandevoordt Muñoz, Cuesta , Sadick, Kayembe Ouattara (59' Hrošovský), El Khannous, Galarza Sor (46' Paintsil), Arokodare (59' Oyen), Fadera (46' Bonsu Baah)                 |                                                                             |
| 3 september 2023 18:30 Cegeka Arena Genk Ref.: Bram Van Driessche Toeschouwers: 20.655                       | KRC Genk                                                | 1 – 1                               | Anderlecht                                        | Vandevoordt Muñoz, Cuesta, McKenzie (85' Kayembe), Arteaga Heynen , El Khannous (76' Sor), Galarza Bonsu Baah, Paintsil (81' Arokodare), Oyen                                | 9' Bonsu Baah 15' Bonsu Baah 86' Muñoz 89' Arteaga 90' Heynen               |
| 3 september 2023 18:30 Cegeka Arena Genk Ref.: Bram Van Driessche Toeschouwers: 20.655                       | Arokodare 90+7'                                         | 0 – 1 1 – 1                         | 71' Amuzu                                         | Vandevoordt Muñoz, Cuesta, McKenzie (85' Kayembe), Arteaga Heynen , El Khannous (76' Sor), Galarza Bonsu Baah, Paintsil (81' Arokodare), Oyen                                | 9' Bonsu Baah 15' Bonsu Baah 86' Muñoz 89' Arteaga 90' Heynen               |
| 16 september 2023 18:15 Joseph Marienstadion Vorst Ref.: Lawrence Visser Toeschouwers: 6.983                 | Union Sint-Gillis                                       | 0 – 2                               | KRC Genk                                          | Vandevoordt Muñoz, Cuesta, Sadick, Kayembe Heynen , El Khannous (77' Ouattara), Galarza Paintsil (58' Fadera), Zeqiri (77' Arokodare), Oyen (46' Hrošovský)                  | 29' Oyen 43' El Khannous 45+1' Muñoz 45+3' Galarza 51' Paintsil 56' Kayembe |
| 16 september 2023 18:15 Joseph Marienstadion Vorst Ref.: Lawrence Visser Toeschouwers: 6.983                 |                                                         | 0 – 1 0 – 2                         | 16' Zeqiri 90+2' Galarza                          | Vandevoordt Muñoz, Cuesta, Sadick, Kayembe Heynen , El Khannous (77' Ouattara), Galarza Paintsil (58' Fadera), Zeqiri (77' Arokodare), Oyen (46' Hrošovský)                  | 29' Oyen 43' El Khannous 45+1' Muñoz 45+3' Galarza 51' Paintsil 56' Kayembe |
| 24 september 2023 13:30 Cegeka Arena Genk Ref.: Lothar D'hondt Toeschouwers: 20.145                          | KRC Genk                                                | 3 – 3                               | STVV                                              | Vandevoordt Muñoz, Cuesta, Sadick, Arteaga (46' Kayembe) Heynen , El Khannous, Galarza (46' Hrošovský) Paintsil, Zeqiri (70' Bonsu Baah), Oyen (46' Arokodare)               | 15' El Khannous 20' Cuesta                                                  |
| 24 september 2023 13:30 Cegeka Arena Genk Ref.: Lothar D'hondt Toeschouwers: 20.145                          | El Khannous 58' Arokodare 71' Paintsil 85'              | 0 – 1 0 – 2 0 – 3 1 – 3 2 – 3 3 – 3 | 31' Koita 36' Koita 37' Koita                     | Vandevoordt Muñoz, Cuesta, Sadick, Arteaga (46' Kayembe) Heynen , El Khannous, Galarza (46' Hrošovský) Paintsil, Zeqiri (70' Bonsu Baah), Oyen (46' Arokodare)               | 15' El Khannous 20' Cuesta                                                  |
| 28 september 2023(1) 20:45 Jan Breydelstadion Brugge Ref.: Jonathan Lardot Toeschouwers: 26.000              | Club Brugge                                             | 1 – 1                               | KRC Genk                                          | Vandevoordt Muñoz, Cuesta, Sadick, Arteaga Heynen (61' Ouattara), El Khannous (81' El Hadj), Hrošovský Paintsil, Zeqiri (57' Arokodare), Fadera (81' Bonsu Baah)             | 40' Hrošovský                                                               |
| 28 september 2023(1) 20:45 Jan Breydelstadion Brugge Ref.: Jonathan Lardot Toeschouwers: 26.000              | Vanaken 67'                                             | 0 – 1 1 – 1                         | 45+1' El Khannous                                 | Vandevoordt Muñoz, Cuesta, Sadick, Arteaga Heynen (61' Ouattara), El Khannous (81' El Hadj), Hrošovský Paintsil, Zeqiri (57' Arokodare), Fadera (81' Bonsu Baah)             | 40' Hrošovský                                                               |
| 1 oktober 2023 16:00 Cegeka Arena Genk Ref.: Wesli De Cremer Toeschouwers: 17.143                            | KRC Genk                                                | 3 – 3                               | Westerlo                                          | Vandevoordt Muñoz, Cuesta , Sadick, Kayembe Galarza, El Khannous (90' Arteaga), Hrošovský (81' Heynen) Bonsu Baah, Arokodare (63' Zeqiri), Paintsil (80' Fadera)             | 6' Muñoz 43' Bonsu Baah 45+3' Bonsu Baah                                    |
| 1 oktober 2023 16:00 Cegeka Arena Genk Ref.: Wesli De Cremer Toeschouwers: 17.143                            | Muñoz 10' Kayembe 45' Paintsil 49'                      | 1 – 0 1 – 1 2 – 1 3 – 1 3 – 2 3 – 3 | 31' Stassin 59' Stassin 88' Rommens               | Vandevoordt Muñoz, Cuesta , Sadick, Kayembe Galarza, El Khannous (90' Arteaga), Hrošovský (81' Heynen) Bonsu Baah, Arokodare (63' Zeqiri), Paintsil (80' Fadera)             | 6' Muñoz 43' Bonsu Baah 45+3' Bonsu Baah                                    |
| 8 oktober 2023 18:30 Ghelamco Arena Gent Ref.: Jasper Vergoote Toeschouwers: 16.406                          | AA Gent                                                 | 1 – 1                               | KRC Genk                                          | Vandevoordt El Ouahdi, Sadick, McKenzie, Arteaga Galarza (76' Hrošovský), El Khannous, Heynen Paintsil (90+6' Sor), Zeqiri (68' Arokodare), Fadera (67' Bonsu Baah)          | 23' Fadera 60' Zeqiri 70' Galarza                                           |
| 8 oktober 2023 18:30 Ghelamco Arena Gent Ref.: Jasper Vergoote Toeschouwers: 16.406                          | Samoise 84'                                             | 0 – 1 1 – 1                         | 63' Zeqiri                                        | Vandevoordt El Ouahdi, Sadick, McKenzie, Arteaga Galarza (76' Hrošovský), El Khannous, Heynen Paintsil (90+6' Sor), Zeqiri (68' Arokodare), Fadera (67' Bonsu Baah)          | 23' Fadera 60' Zeqiri 70' Galarza                                           |
| 22 oktober 2023 13:30 Cegeka Arena Genk Ref.: Jan Boterberg Toeschouwers: 17.923                             | KRC Genk                                                | 4 – 0                               | KV Mechelen                                       | Vandevoordt El Ouahdi, Sadick, McKenzie, Arteaga Heynen , El Khannous (79' Oyen), Hrošovský Bonsu Baah (79' Galarza), Zeqiri (80' Arokodare), Paintsil (88' El Hadj)         | 60' McKenzie                                                                |
| 22 oktober 2023 13:30 Cegeka Arena Genk Ref.: Jan Boterberg Toeschouwers: 17.923                             | Bonsu Baah 16' Heynen 41' El Khannous 75' El Hadj 90+1' | 1 – 0 2 – 0 3 – 0 4 – 0             |                                                   | Vandevoordt El Ouahdi, Sadick, McKenzie, Arteaga Heynen , El Khannous (79' Oyen), Hrošovský Bonsu Baah (79' Galarza), Zeqiri (80' Arokodare), Paintsil (88' El Hadj)         | 60' McKenzie                                                                |
| 29 oktober 2023 19:15 Guldensporenstadion Kortrijk Ref.: Bert Put Toeschouwers: 6.533                        | KV Kortrijk                                             | 0 – 3                               | KRC Genk                                          | Vandevoordt Muñoz, Cuesta, Sadick, Kayembe Heynen (89' Ouattara), Galarza, Hrošovský (89' Sor) Paintsil (76' El Khannous), Arokodare (76' Zeqiri), Fadera (60' Bonsu Baah)   | 17' Paintsil 68' Cuesta                                                     |
| 29 oktober 2023 19:15 Guldensporenstadion Kortrijk Ref.: Bert Put Toeschouwers: 6.533                        |                                                         | 0 – 1 0 – 2 0 – 3                   | 56' Arokodare 73' Paintsil 79' Muñoz              | Vandevoordt Muñoz, Cuesta, Sadick, Kayembe Heynen (89' Ouattara), Galarza, Hrošovský (89' Sor) Paintsil (76' El Khannous), Arokodare (76' Zeqiri), Fadera (60' Bonsu Baah)   | 17' Paintsil 68' Cuesta                                                     |
| 4 november 2023 20:45 Bosuilstadion Antwerpen Ref.: Lothar D'hondt Toeschouwers: 16.071                      | Antwerp                                                 | 3 – 2                               | KRC Genk                                          | Vandevoordt Muñoz, Cuesta (77' Fadera), McKenzie, Arteaga Heynen , Galarza (62' Bonsu Baah), Hrošovský (90+1' Ouattara) Paintsil, Zeqiri (62' Arokodare), El Khannous        | 45+2' Paintsil 45+5' Hrošovský 68' El Khannous 90+2' Bonsu Baah             |
| 4 november 2023 20:45 Bosuilstadion Antwerpen Ref.: Lothar D'hondt Toeschouwers: 16.071                      | Janssen 5' Balikwisha 11' Balikwisha 39'                | 1 – 0 2 – 0 3 – 0 3 – 1 3 – 2       | 45' Zeqiri 90+9' Muñoz                            | Vandevoordt Muñoz, Cuesta (77' Fadera), McKenzie, Arteaga Heynen , Galarza (62' Bonsu Baah), Hrošovský (90+1' Ouattara) Paintsil, Zeqiri (62' Arokodare), El Khannous        | 45+2' Paintsil 45+5' Hrošovský 68' El Khannous 90+2' Bonsu Baah             |
| 12 november 2023 16:00 Cegeka Arena Genk Ref.: Wim Smet Toeschouwers: 17.821                                 | KRC Genk                                                | 3 – 1                               | OH Leuven                                         | Vandevoordt Muñoz, Sadick, McKenzie, Kayembe Heynen , El Khannous (90' Zeqiri), Galarza Paintsil, Arokodare (90+3' Hrošovský), Bonsu Baah (70' Sor)                          | 67' Bonsu Baah 90+6' Zeqiri                                                 |
| 12 november 2023 16:00 Cegeka Arena Genk Ref.: Wim Smet Toeschouwers: 17.821                                 | Heynen 25' Heynen 90' Muñoz 90+5'                       | 1 – 0 1 – 1 2 – 1 3 – 1             | 85' Brunes                                        | Vandevoordt Muñoz, Sadick, McKenzie, Kayembe Heynen , El Khannous (90' Zeqiri), Galarza Paintsil, Arokodare (90+3' Hrošovský), Bonsu Baah (70' Sor)                          | 67' Bonsu Baah 90+6' Zeqiri                                                 |
| 25 november 2023 20:45 Maurice Dufrasnestadion Luik Ref.: Wesli De Cremer Toeschouwers: 21.113               | Standard Luik                                           | 1 – 0                               | KRC Genk                                          | Vandevoordt El Ouahdi (83' Oyen), Cuesta, McKenzie, Arteaga Heynen , El Khannous (72' Hrošovský), Galarza Paintsil (71' Fadera), Zeqiri (62' Arokodare), Bonsu Baah          | 90+2' Heynen 90+6' Galarza                                                  |
| 25 november 2023 20:45 Maurice Dufrasnestadion Luik Ref.: Wesli De Cremer Toeschouwers: 21.113               | Kawabe 66'                                              | 1 – 0                               |                                                   | Vandevoordt El Ouahdi (83' Oyen), Cuesta, McKenzie, Arteaga Heynen , El Khannous (72' Hrošovský), Galarza Paintsil (71' Fadera), Zeqiri (62' Arokodare), Bonsu Baah          | 90+2' Heynen 90+6' Galarza                                                  |
| Terugronde                                                                                                   |                                                         |                                     |                                                   | |                                                                             |
| 3 december 2023 13:30 Cegeka Arena Genk Ref.: Nicolas Laforge Toeschouwers: 18.319                           | KRC Genk                                                | 2 – 2                               | AA Gent                                           | Vandevoordt Muñoz, Sadick, McKenzie, Arteaga Heynen (88' Galarza), El Khannous, Hrošovský Paintsil (88' Bonsu Baah), Sor (76' Arokodare), Fadera (79' Kayembe)               | 66' Fadera 73' Sor                                                          |
| 3 december 2023 13:30 Cegeka Arena Genk Ref.: Nicolas Laforge Toeschouwers: 18.319                           | Sor 21' Sor 51'                                         | 0 – 1 1 – 1 2 – 1 2 – 2             | 12' Tissoudali 90+9' Tissoudali                   | Vandevoordt Muñoz, Sadick, McKenzie, Arteaga Heynen (88' Galarza), El Khannous, Hrošovský Paintsil (88' Bonsu Baah), Sor (76' Arokodare), Fadera (79' Kayembe)               | 66' Fadera 73' Sor                                                          |
| 9 december 2023 18:00 Kehrwegstadion Eupen Ref.: Simon Bourdeaud'hui Toeschouwers: 3.000                     | KAS Eupen                                               | 1 – 3                               | KRC Genk                                          | Vandevoordt Muñoz, Cuesta, Sadick, Arteaga Heynen , El Khannous (81' Galarza), Hrošovský Paintsil (81' Bonsu Baah), Sor (81' Arokodare), Fadera                              | 53' Fadera 80' Cuesta                                                       |
| 9 december 2023 18:00 Kehrwegstadion Eupen Ref.: Simon Bourdeaud'hui Toeschouwers: 3.000                     | Charles-Cook 65'                                        | 0 – 1 0 – 2 1 – 2 1 – 3             | 45+3' Sor 56' Paintsil 90+2' Arokodare            | Vandevoordt Muñoz, Cuesta, Sadick, Arteaga Heynen , El Khannous (81' Galarza), Hrošovský Paintsil (81' Bonsu Baah), Sor (81' Arokodare), Fadera                              | 53' Fadera 80' Cuesta                                                       |
| 17 december 2023 18:00 Cegeka Arena Genk Ref.: Bram Van Driessche Toeschouwers: 14.167                       | KRC Genk                                                | 4 – 0                               | KV Kortrijk                                       | Vandevoordt Muñoz (65' El Ouahdi), Cuesta, McKenzie, Kayembe Heynen , El Khannous (81' Galarza), Hrošovský Paintsil (76' Bonsu Baah), Sor (65' Zeqiri), Fadera (77' Oyen)    |                                                                             |
| 17 december 2023 18:00 Cegeka Arena Genk Ref.: Bram Van Driessche Toeschouwers: 14.167                       | Paintsil 23' Sor 49' Paintsil 54' Heynen 60' (pen.)     | 1 – 0 2 – 0 3 – 0 4 – 0             |                                                   | Vandevoordt Muñoz (65' El Ouahdi), Cuesta, McKenzie, Kayembe Heynen , El Khannous (81' Galarza), Hrošovský Paintsil (76' Bonsu Baah), Sor (65' Zeqiri), Fadera (77' Oyen)    |                                                                             |
| 23 december 2023 20:45 Lotto Park Anderlecht Ref.: Nathan Verboomen Toeschouwers: 20.000                     | Anderlecht                                              | 2 – 1                               | KRC Genk                                          | Vandevoordt Muñoz, Cuesta, Sadick, Kayembe (90+4' Zeqiri) Heynen , El Khannous (90+4' El Hadj), Hrošovský Paintsil, Sor (68' Arokodare), Fadera (86' Bonsu Baah)             | 44' Kayembe 79' Muñoz 90+1' Paintsil 90+2' Paintsil                         |
| 23 december 2023 20:45 Lotto Park Anderlecht Ref.: Nathan Verboomen Toeschouwers: 20.000                     | Leoni 74' Dreyer 90+1'                                  | 0 – 1 1 – 1 2 – 1                   | 70' Fadera                                        | Vandevoordt Muñoz, Cuesta, Sadick, Kayembe (90+4' Zeqiri) Heynen , El Khannous (90+4' El Hadj), Hrošovský Paintsil, Sor (68' Arokodare), Fadera (86' Bonsu Baah)             | 44' Kayembe 79' Muñoz 90+1' Paintsil 90+2' Paintsil                         |
| 26 december 2023 13:30 Cegeka Arena Genk Ref.: Jonathan Lardot Toeschouwers: 20.567                          | KRC Genk                                                | 3 – 0                               | Antwerp                                           | Vandevoordt Arteaga, Sadick, McKenzie, Kayembe Heynen (90+5' Zeqiri), El Khannous, Hrošovský Bonsu Baah (69' Arokodare), Sor (88' El Hadj), Fadera (90+5' Oyen)              | 83' Arteaga                                                                 |
| 26 december 2023 13:30 Cegeka Arena Genk Ref.: Jonathan Lardot Toeschouwers: 20.567                          | Fadera 10' Arokodare 75' Arokodare 77'                  | 1 – 0 2 – 0 3 – 0                   |                                                   | Vandevoordt Arteaga, Sadick, McKenzie, Kayembe Heynen (90+5' Zeqiri), El Khannous, Hrošovský Bonsu Baah (69' Arokodare), Sor (88' El Hadj), Fadera (90+5' Oyen)              | 83' Arteaga                                                                 |
| 20 januari 2024 16:00 Cegeka Arena Genk Ref.: Jasper Vergoote Toeschouwers: 16.834                           | KRC Genk                                                | 1 – 1                               | Cercle Brugge                                     | Vandevoordt Muñoz, Cuesta , McKenzie, Arteaga Hrošovský, Oyen (88' El Hadj), Galarza Sor, Arokodare, Bonsu Baah (63' Zeqiri)                                                 | 82' Cuesta 90' El Hadj                                                      |
| 20 januari 2024 16:00 Cegeka Arena Genk Ref.: Jasper Vergoote Toeschouwers: 16.834                           | Zeqiri 64'                                              | 0 – 1 1 – 1                         | 8' Denkey                                         | Vandevoordt Muñoz, Cuesta , McKenzie, Arteaga Hrošovský, Oyen (88' El Hadj), Galarza Sor, Arokodare, Bonsu Baah (63' Zeqiri)                                                 | 82' Cuesta 90' El Hadj                                                      |
| 28 januari 2024 13:30 Stayen Sint-Truiden Ref.: Lothar D'hondt Toeschouwers: 10.437                          | STVV                                                    | 1 – 1                               | KRC Genk                                          | Vandevoordt El Ouahdi, Cuesta, McKenzie, Arteaga Hrošovský, Heynen , Galarza Paintsil (90+7' Sadick), Sor (25' Arokodare), Fadera (89' Sobol)                                | 73' Heynen 85' Arteaga 85' Galarza 90' El Ouahdi 90+6' Heynen               |
| 28 januari 2024 13:30 Stayen Sint-Truiden Ref.: Lothar D'hondt Toeschouwers: 10.437                          | Ito 90'                                                 | 0 – 1 1 – 1                         | 2' Sor                                            | Vandevoordt El Ouahdi, Cuesta, McKenzie, Arteaga Hrošovský, Heynen , Galarza Paintsil (90+7' Sadick), Sor (25' Arokodare), Fadera (89' Sobol)                                | 73' Heynen 85' Arteaga 85' Galarza 90' El Ouahdi 90+6' Heynen               |
| 31 januari 2024 18:45 King Power at Den Dreef Stadion Heverlee Ref.: Brent Staessens Toeschouwers: 6.952     | OH Leuven                                               | 2 – 1                               | KRC Genk                                          | Vandevoordt El Ouahdi (90+2' Nkuba), Cuesta , McKenzie, Sobol Hrošovský, Paintsil (46' Zeqiri), Galarza Sor, Arokodare, Fadera (71' Bonsu Baah)                              | 22' Hrošovský 45+3' Paintsil 79' Galarza 82' El Ouahdi 82' Cuesta           |
| 31 januari 2024 18:45 King Power at Den Dreef Stadion Heverlee Ref.: Brent Staessens Toeschouwers: 6.952     | Schrijvers 80' (pen.) Pletinckx 90'                     | 0 – 1 1 – 1 2 – 1                   | 54' (e.d.) Ricca                                  | Vandevoordt El Ouahdi (90+2' Nkuba), Cuesta , McKenzie, Sobol Hrošovský, Paintsil (46' Zeqiri), Galarza Sor, Arokodare, Fadera (71' Bonsu Baah)                              | 22' Hrošovský 45+3' Paintsil 79' Galarza 82' El Ouahdi 82' Cuesta           |
| 3 februari 2024 20:45 Cegeka Arena Genk Ref.: Erik Lambrechts Toeschouwers: 17.723                           | KRC Genk                                                | 0 – 1                               | Union Sint-Gillis                                 | Vandevoordt El Ouahdi (74' Nkuba), Sadick, McKenzie, Sobol (86' Zeqiri) Hrošovský, El Khannous, Heynen Paintsil, Sor (76' Oyen), Bonsu Baah (74' Arokodare)                  | 53' Hrošovský                                                               |
| 3 februari 2024 20:45 Cegeka Arena Genk Ref.: Erik Lambrechts Toeschouwers: 17.723                           |                                                         | 0 – 1                               | 67' Amoura                                        | Vandevoordt El Ouahdi (74' Nkuba), Sadick, McKenzie, Sobol (86' Zeqiri) Hrošovský, El Khannous, Heynen Paintsil, Sor (76' Oyen), Bonsu Baah (74' Arokodare)                  | 53' Hrošovský                                                               |
| 11 februari 2024 16:00 AFAS-stadion Achter de Kazerne Mechelen Ref.: Bram Van Driessche Toeschouwers: 13.000 | KV Mechelen                                             | 1 – 1                               | KRC Genk                                          | Vandevoordt El Ouahdi, Cuesta, McKenzie, Sobol Galarza, Heynen (87' Zeqiri), Hrošovský Paintsil, Arokodare, El Khannous (90+4' Bonsu Baah)                                   | 12' El Ouahdi 72' Paintsil                                                  |
| 11 februari 2024 16:00 AFAS-stadion Achter de Kazerne Mechelen Ref.: Bram Van Driessche Toeschouwers: 13.000 | Schoofs 38'                                             | 0 – 1 1 – 1                         | 32' Arokodare                                     | Vandevoordt El Ouahdi, Cuesta, McKenzie, Sobol Galarza, Heynen (87' Zeqiri), Hrošovský Paintsil, Arokodare, El Khannous (90+4' Bonsu Baah)                                   | 12' El Ouahdi 72' Paintsil                                                  |
| 17 februari 2024 16:00 Cegeka Arena Genk Ref.: Michiel Allaerts Toeschouwers: 16.421                         | KRC Genk                                                | 3 – 1                               | RWDM                                              | Vandevoordt El Ouahdi, Cuesta, McKenzie, Sobol (46' Kayembe) Hrošovský, El Khannous, Heynen Bonsu Baah (78' Nkuba), Arokodare (64' Zeqiri), Oyen (90+4' Adedeji-Sternberg)   | 50' Cuesta                                                                  |
| 17 februari 2024 16:00 Cegeka Arena Genk Ref.: Michiel Allaerts Toeschouwers: 16.421                         | Arokodare 21' Oyen 35' Zeqiri 90+2'                     | 0 – 1 1 – 1 2 – 1 3 – 1             | 2' Gomes                                          | Vandevoordt El Ouahdi, Cuesta, McKenzie, Sobol (46' Kayembe) Hrošovský, El Khannous, Heynen Bonsu Baah (78' Nkuba), Arokodare (64' Zeqiri), Oyen (90+4' Adedeji-Sternberg)   | 50' Cuesta                                                                  |
| 23 februari 2024 20:45 Stade du Pays de Charleroi Charleroi Ref.: Kevin Van Damme Toeschouwers: 7.000        | Charleroi                                               | 0 – 1                               | KRC Genk                                          | Vandevoordt El Ouahdi, Cuesta, McKenzie, Kayembe (83' Sobol) Hrošovský, El Khannous, Heynen Bonsu Baah, Arokodare, Oyen (70' Sor)                                            | 45+1' Arokodare 90+3' El Khannous                                           |
| 23 februari 2024 20:45 Stade du Pays de Charleroi Charleroi Ref.: Kevin Van Damme Toeschouwers: 7.000        |                                                         | 0 – 1                               | 71' Sor                                           | Vandevoordt El Ouahdi, Cuesta, McKenzie, Kayembe (83' Sobol) Hrošovský, El Khannous, Heynen Bonsu Baah, Arokodare, Oyen (70' Sor)                                            | 45+1' Arokodare 90+3' El Khannous                                           |
| 3 maart 2024 13:30 Cegeka Arena Genk Ref.: Jasper Vergoote Toeschouwers: 23.718                              | KRC Genk                                                | 0 – 3                               | Club Brugge                                       | Vandevoordt El Ouahdi (79' Nkuba), Cuesta, McKenzie, Kayembe Hrošovský, El Khannous, Heynen Bonsu Baah (70' Zeqiri), Arokodare (57' Sor), Oyen (79' Adedeji-Stenberg)        | 31' McKenzie 90+3' Zeqiri                                                   |
| 3 maart 2024 13:30 Cegeka Arena Genk Ref.: Jasper Vergoote Toeschouwers: 23.718                              |                                                         | 0 – 1 0 – 2 0 – 3                   | 26' Vetlesen 73' Odoi 85' (pen.) Skov Olsen       | Vandevoordt El Ouahdi (79' Nkuba), Cuesta, McKenzie, Kayembe Hrošovský, El Khannous, Heynen Bonsu Baah (70' Zeqiri), Arokodare (57' Sor), Oyen (79' Adedeji-Stenberg)        | 31' McKenzie 90+3' Zeqiri                                                   |
| 10 maart 2024 13:30 Cegeka Arena Genk Ref.: Jonathan Lardot Toeschouwers: 19.423                             | KRC Genk                                                | 1 – 0                               | Standard Luik                                     | Vandevoordt El Ouahdi, Cuesta, McKenzie, Kayembe (90+3' Sobol) Hrošovský, El Khannous (86' Galarza), Heynen Bonsu Baah, Sor (46' El Hadj), Oyen (36' Arokodare)              |                                                                             |
| 10 maart 2024 13:30 Cegeka Arena Genk Ref.: Jonathan Lardot Toeschouwers: 19.423                             | El Hadj 51'                                             | 1 – 0                               |                                                   | Vandevoordt El Ouahdi, Cuesta, McKenzie, Kayembe (90+3' Sobol) Hrošovský, El Khannous (86' Galarza), Heynen Bonsu Baah, Sor (46' El Hadj), Oyen (36' Arokodare)              |                                                                             |
| 17 maart 2024 18:30 't Kuipje Westerlo Ref.: Lawrence Visser Toeschouwers: 8.000                             | Westerlo                                                | 1 – 1                               | KRC Genk                                          | Vandevoordt El Ouahdi (85' Adedeji-Stenberg), Cuesta, McKenzie, Kayembe Hrošovský (82' Galarza), El Khannous, Heynen Bonsu Baah, Arokodare, El Hadj (75' Zeqiri)             | 59' Cuesta 71' Bonsu Baah                                                   |
| 17 maart 2024 18:30 't Kuipje Westerlo Ref.: Lawrence Visser Toeschouwers: 8.000                             | Tagir 79'                                               | 1 – 0 1 – 1                         | 86' Heynen                                        | Vandevoordt El Ouahdi (85' Adedeji-Stenberg), Cuesta, McKenzie, Kayembe Hrošovský (82' Galarza), El Khannous, Heynen Bonsu Baah, Arokodare, El Hadj (75' Zeqiri)             | 59' Cuesta 71' Bonsu Baah                                                   |

(1): Deze wedstrijd stond oorspronkelijk gepland op 27 augustus, maar werd uitgesteld omwille van de kwalificatiewedstrijden voor de Europa League op 24 en 31 augustus.

#### Overzicht
| Speeldag  | 1 | 2 | 3 | 4 | 5  | 6 | 7  | 8  | 9  | 10 | 11 | 12 | 13 | 14 | 15 | 16 | 17 | 18 | 19 | 20 | 21 | 22 | 23 | 24 | 25 | 26 | 27 | 28 | 29 | 30 |
| --------- | - | - | - | - | -- | - | -- | -- | -- | -- | -- | -- | -- | -- | -- | -- | -- | -- | -- | -- | -- | -- | -- | -- | -- | -- | -- | -- | -- | -- |
| Resultaat | w | v | w | g | g  | g | w  | g  | g  | g  | w  | w  | v  | w  | v  | g  | w  | w  | v  | w  | g  | g  | v  | v  | g  | w  | w  | v  | w  | g  |
| Punten    | 3 | 3 | 6 | 7 | 13 | 8 | 11 | 12 | 14 | 15 | 18 | 21 | 21 | 24 | 24 | 25 | 28 | 31 | 31 | 34 | 35 | 36 | 36 | 36 | 37 | 40 | 43 | 43 | 46 | 47 |
| Positie   | 1 | 6 | 5 | 6 | 6  | 9 | 6  | 7  | 6  | 7  | 5  | 5  | 5  | 4  | 6  | 7  | 5  | 5  | 7  | 4  | 5  | 5  | 6  | 7  | 7  | 7  | 6  | 6  | 5  | 6  |

### Champions' play-off

#### Wedstrijden
| Champions' play-off                                                                     |                                                    |                               |                                   | |                                     |
| Wedstrijddetails                                                                        | Thuisploeg                                         | Uitslag                       | Uitploeg                          | Opstelling | Kaarten                             |
| Heenronde                                                                               |                                                    |                               |                                   | |                                     |
| 1 april 2024 18:30 Cegeka Arena Genk Ref.: Nicolas Laforge Toeschouwers: 18.423         | KRC Genk                                           | 1 – 0                         | Union Sint-Gillis                 | Vandevoordt Sadick, Cuesta (64' Sobol), McKenzie El Ouahdi, Galarza, Hrošovský, Kayembe El Khannous (87' Zeqiri), Arokodare, El Hadj (76' Fadera)                                              | 83' El Khannous                     |
| 1 april 2024 18:30 Cegeka Arena Genk Ref.: Nicolas Laforge Toeschouwers: 18.423         | Arokodare 27'                                      | 1 – 0                         |                                   | Vandevoordt Sadick, Cuesta (64' Sobol), McKenzie El Ouahdi, Galarza, Hrošovský, Kayembe El Khannous (87' Zeqiri), Arokodare, El Hadj (76' Fadera)                                              | 83' El Khannous                     |
| 6 april 2024 20:45 Bosuilstadion Antwerpen Ref.: Lothar D'hondt Toeschouwers: 15.000    | Antwerp                                            | 0 – 1                         | KRC Genk                          | Vandevoordt Sadick, Cuesta , McKenzie El Ouahdi, Galarza, Hrošovský, Kayembe El Khannous (86' Sobol), Arokodare, El Hadj (84' Zeqiri)                                                          | 50' El Khannous                     |
| 6 april 2024 20:45 Bosuilstadion Antwerpen Ref.: Lothar D'hondt Toeschouwers: 15.000    |                                                    | 0 – 1                         | 44' El Hadj                       | Vandevoordt Sadick, Cuesta , McKenzie El Ouahdi, Galarza, Hrošovský, Kayembe El Khannous (86' Sobol), Arokodare, El Hadj (84' Zeqiri)                                                          | 50' El Khannous                     |
| 13 april 2024 20:45 Cegeka Arena Genk Ref.: Lawrence Visser Toeschouwers: 18.361        | KRC Genk                                           | 1 – 1                         | Cercle Brugge                     | Vandevoordt Sadick (85' Fadera), Cuesta , McKenzie El Ouahdi, Galarza, Hrošovský, Kayembe El Khannous, Arokodare, El Hadj (67' Bonsu Baah)                                                     |                                     |
| 13 april 2024 20:45 Cegeka Arena Genk Ref.: Lawrence Visser Toeschouwers: 18.361        | Arokodare 18'                                      | 1 – 0 1 – 1                   | 78' Olaigbe                       | Vandevoordt Sadick (85' Fadera), Cuesta , McKenzie El Ouahdi, Galarza, Hrošovský, Kayembe El Khannous, Arokodare, El Hadj (67' Bonsu Baah)                                                     |                                     |
| 20 april 2024 20:45 Cegeka Arena Genk Ref.: Jonathan Lardot Toeschouwers: 21.045        | KRC Genk                                           | 2 – 1                         | Anderlecht                        | Vandevoordt Sadick, Cuesta , McKenzie El Ouahdi, Galarza, Hrošovský, Fadera (90+5' Sobol) El Khannous, Arokodare (73' Zeqiri), El Hadj (82' Adedeji-Sternberg)                                 | 90+10' Galarza                      |
| 20 april 2024 20:45 Cegeka Arena Genk Ref.: Jonathan Lardot Toeschouwers: 21.045        | Arokodare 14' Zeqiri 90+1' (pen.)                  | 1 – 0 1 – 1 2 – 1             | 75' Dreyer                        | Vandevoordt Sadick, Cuesta , McKenzie El Ouahdi, Galarza, Hrošovský, Fadera (90+5' Sobol) El Khannous, Arokodare (73' Zeqiri), El Hadj (82' Adedeji-Sternberg)                                 | 90+10' Galarza                      |
| 24 april 2024 20:30 Jan Breydelstadion Brugge Ref.: Lothar D'hondt Toeschouwers: 22.100 | Club Brugge                                        | 4 – 0                         | KRC Genk                          | Vandevoordt Sadick, Cuesta , McKenzie El Ouahdi (61' Nkuba), Galarza, Hrošovský, Fadera (61' Sobol) El Khannous (71' Bangoura), Arokodare (71' Bonsu Baah), El Hadj (61' Zeqiri)               | 43' Arokodare                       |
| 24 april 2024 20:30 Jan Breydelstadion Brugge Ref.: Lothar D'hondt Toeschouwers: 22.100 | Jutglà 6' Skóraś 51' Thiago 57' De Cuyper 67'      | 1 – 0 2 – 0 3 – 0 4 – 0       |                                   | Vandevoordt Sadick, Cuesta , McKenzie El Ouahdi (61' Nkuba), Galarza, Hrošovský, Fadera (61' Sobol) El Khannous (71' Bangoura), Arokodare (71' Bonsu Baah), El Hadj (61' Zeqiri)               | 43' Arokodare                       |
| Terugronde                                                                              |                                                    |                               |                                   | |                                     |
| 28 april 2024 13:30 Cegeka Arena Genk Ref.: Lawrence Visser Toeschouwers: 20.189        | KRC Genk                                           | 0 – 3                         | Club Brugge                       | Vandevoordt Sadick, Cuesta , McKenzie El Ouahdi (75' Fadera), Galarza, Hrošovský (75' Bangoura), Kayembe El Khannous (88' Adedeji-Sternberg), Arokodare (64' Zeqiri), El Hadj (75' Bonsu Baah) | 22' Cuesta                          |
| 28 april 2024 13:30 Cegeka Arena Genk Ref.: Lawrence Visser Toeschouwers: 20.189        |                                                    | 0 – 1 0 – 2 0 – 3             | 38' Sabbe 67' Vetlesen 71' Thiago | Vandevoordt Sadick, Cuesta , McKenzie El Ouahdi (75' Fadera), Galarza, Hrošovský (75' Bangoura), Kayembe El Khannous (88' Adedeji-Sternberg), Arokodare (64' Zeqiri), El Hadj (75' Bonsu Baah) | 22' Cuesta                          |
| 4 mei 2024 20:45 Jan Breydelstadion Brugge Ref.: Nicolas Laforge Toeschouwers: 5.386    | Cercle Brugge                                      | 4 – 1                         | KRC Genk                          | Vandevoordt Sadick, Cuesta , McKenzie El Ouahdi (57' Fadera), Galarza, Hrošovský (79' Bangoura), Kayembe El Khannous (88' Karetsas), Arokodare (79' Bonsu Baah), El Hadj (57' Zeqiri)          | 30' Cuesta 55' El Ouahdi 65' Sadick |
| 4 mei 2024 20:45 Jan Breydelstadion Brugge Ref.: Nicolas Laforge Toeschouwers: 5.386    | Lemaréchal 12' Efekele 24' Somers 45+6' Denkey 61' | 0 – 1 1 – 1 2 – 1 3 – 1 4 – 1 | 9' El Hadj                        | Vandevoordt Sadick, Cuesta , McKenzie El Ouahdi (57' Fadera), Galarza, Hrošovský (79' Bangoura), Kayembe El Khannous (88' Karetsas), Arokodare (79' Bonsu Baah), El Hadj (57' Zeqiri)          | 30' Cuesta 55' El Ouahdi 65' Sadick |
| 11 mei 2024 18:00 Lotto Park Anderlecht Ref.: Lawrence Visser Toeschouwers: 22.000      | Anderlecht                                         | 2 – 1                         | KRC Genk                          | Vandevoordt Sadick (68' Fadera), Cuesta , McKenzie El Ouahdi, Galarza, Hrošovský (86' El Hadj), Kayembe El Khannous, Arokodare, Zeqiri (68' Bonsu Baah)                                        | 45+2' Sadick 55' El Khannous        |
| 11 mei 2024 18:00 Lotto Park Anderlecht Ref.: Lawrence Visser Toeschouwers: 22.000      | Verschaeren 44' Dolberg 70'                        | 1 – 0 2 – 0 2 – 1             | 75' Arokodare                     | Vandevoordt Sadick (68' Fadera), Cuesta , McKenzie El Ouahdi, Galarza, Hrošovský (86' El Hadj), Kayembe El Khannous, Arokodare, Zeqiri (68' Bonsu Baah)                                        | 45+2' Sadick 55' El Khannous        |
| 20 mei 2024 18:30 Cegeka Arena Genk Ref.: Nicolas Laforge Toeschouwers: 19.419          | KRC Genk                                           | 1 – 0                         | Antwerp                           | Vandevoordt Sadick, Cuesta , McKenzie El Ouahdi, Galarza, Hrošovský, Kayembe (85' Sobol) Zeqiri (46' Fadera), Karetsas (71' El Hadj), Arokodare                                                | 65' Cuesta 78' El Ouahdi 89' Sadick |
| 20 mei 2024 18:30 Cegeka Arena Genk Ref.: Nicolas Laforge Toeschouwers: 19.419          | Zeqiri 28'                                         | 1 – 0                         |                                   | Vandevoordt Sadick, Cuesta , McKenzie El Ouahdi, Galarza, Hrošovský, Kayembe (85' Sobol) Zeqiri (46' Fadera), Karetsas (71' El Hadj), Arokodare                                                | 65' Cuesta 78' El Ouahdi 89' Sadick |
| 26 mei 2024 18:30 Joseph Marienstadion Vorst Ref.: Lothar D'hondt Toeschouwers: 8.585   | Union Sint-Gillis                                  | 2 – 0                         | KRC Genk                          | Vandevoordt El Ouahdi, McKenzie , Kongolo (72' Sobol), Kayembe Galarza, El Khannous, Hrošovský (81' El Hadj) Bonsu Baah (72' Karetsas), Arokodare, Fadera (57' Zeqiri)                         | 63' Zeqiri 78' El Ouahdi            |
| 26 mei 2024 18:30 Joseph Marienstadion Vorst Ref.: Lothar D'hondt Toeschouwers: 8.585   | Vanhoutte 37' Nilsson 80' (pen.)                   | 1 – 0 2 – 0                   |                                   | Vandevoordt El Ouahdi, McKenzie , Kongolo (72' Sobol), Kayembe Galarza, El Khannous, Hrošovský (81' El Hadj) Bonsu Baah (72' Karetsas), Arokodare, Fadera (57' Zeqiri)                         | 63' Zeqiri 78' El Ouahdi            |

#### Overzicht
| Speeldag  | 1  | 2  | 3  | 4  | 5  | 6  | 7  | 8  | 9  | 10 |
| --------- | -- | -- | -- | -- | -- | -- | -- | -- | -- | -- |
| Resultaat | w  | w  | g  | w  | v  | v  | v  | v  | w  | v  |
| Punten    | 27 | 30 | 31 | 34 | 34 | 34 | 34 | 34 | 37 | 37 |
| Positie   | 4  | 4  | 4  | 4  | 4  | 4  | 4  | 5  | 4  | 5  |

### Testwedstrijd UEFA Europa League
| Wedstrijddetails                                                               | Thuisploeg | Uitslag | Uitploeg      | Opstelling | Kaarten                                                                |
| ------------------------------------------------------------------------------ | ---------- | ------- | ------------- | --- | ---------------------------------------------------------------------- |
| 2 juni 2024 13:30 Cegeka Arena Genk Ref.: Nicolas Laforge Toeschouwers: 13.618 | KRC Genk   | 0 – 1   | AA Gent       | Vandevoordt Sadick (65' Arokodare), Cuesta, McKenzie El Ouahdi, Galarza, Hrošovský, Kayembe Karetsas (69' Bonsu Baah), Zeqiri (83' Fadera), El Khannous | 17' Sadick 29' El Khannous 81' El Ouahdi 82' McKenzie 90+5' Bonsu Baah |
| 2 juni 2024 13:30 Cegeka Arena Genk Ref.: Nicolas Laforge Toeschouwers: 13.618 |            | 0 – 1   | 60' Hjulsager | Vandevoordt Sadick (65' Arokodare), Cuesta, McKenzie El Ouahdi, Galarza, Hrošovský, Kayembe Karetsas (69' Bonsu Baah), Zeqiri (83' Fadera), El Khannous | 17' Sadick 29' El Khannous 81' El Ouahdi 82' McKenzie 90+5' Bonsu Baah |

## Beker van België
| Beker van België                                                                        |                                        |                         |                                                  | |                            |
| Wedstrijddetails                                                                        | Thuisploeg                             | Uitslag                 | Uitploeg                                         | Opstelling | Kaarten                    |
| 1/16de finale                                                                           |                                        |                         |                                                  | |                            |
| 1 november 2023 16:00 Stade de la Cité de l'Oie Wezet Ref.: Tim De Keyzer Toeschouwers: | URSL Visé (1e Nat.)                    | 0 – 4                   | KRC Genk                                         | Van Crombrugge El Ouahdi, Sadick, McKenzie , Kayembe Ouattara, El Hadj (76' Bonsu Baah), Galarza (46' Hrošovský) Sor (76' Zeqiri), Arokodare (76' El Khannous), Oyen                          |                            |
| 1 november 2023 16:00 Stade de la Cité de l'Oie Wezet Ref.: Tim De Keyzer Toeschouwers: |                                        | 0 – 1 0 – 2 0 – 3 0 – 4 | 18' Sor 52' Ouattara 83' Zeqiri 90+1' Bonsu Baah | Van Crombrugge El Ouahdi, Sadick, McKenzie , Kayembe Ouattara, El Hadj (76' Bonsu Baah), Galarza (46' Hrošovský) Sor (76' Zeqiri), Arokodare (76' El Khannous), Oyen                          |                            |
| 1/8ste finale                                                                           |                                        |                         |                                                  | |                            |
| 6 december 2023 20:00 Diaz Arena Oostende Ref.: Michiel Allaerts Toeschouwers: 2.249    | KV Oostende (1B)                       | 3 – 1 (n.v.)            | KRC Genk                                         | Van Crombrugge El Ouahdi (69' Muñoz), Cuesta, McKenzie , Kayembe Ouattara (55' Heynen), El Hadj (102' Galarza), Hrošovský Bonsu Baah (46' Paintsil), Zeqiri (82' Sor), Oyen (46' El Khannous) | 25' Bonsu Baah 116' Heynen |
| 6 december 2023 20:00 Diaz Arena Oostende Ref.: Michiel Allaerts Toeschouwers: 2.249    | Basila 65' D'Haese 112' Hartwig 120+1' | 1 – 0 1 – 1 2 – 1 3 – 1 | 69' El Hadj                                      | Van Crombrugge El Ouahdi (69' Muñoz), Cuesta, McKenzie , Kayembe Ouattara (55' Heynen), El Hadj (102' Galarza), Hrošovský Bonsu Baah (46' Paintsil), Zeqiri (82' Sor), Oyen (46' El Khannous) | 25' Bonsu Baah 116' Heynen |

## Europees

### UEFA Champions League

#### Voorrondes
| UEFA Champions League                                                            |                                                            |                                                             |                                                         | |                                   |
| Wedstrijddetails                                                                 | Thuisploeg                                                 | Uitslag                                                     | Uitploeg                                                | Opstelling | Kaarten                           |
| Tweede kwalificatieronde                                                         |                                                            |                                                             |                                                         | |                                   |
| 25 juli 2023 20:30 Stade de Genève Lancy Ref.: István Vad Toeschouwers: 18.026   | Servette FC Genève                                         | 1 – 1                                                       | KRC Genk                                                | Vandevoordt Muñoz, Cuesta, McKenzie, Kayembe Heynen (68' Ouattara), El Khannous (60' El Hadj), Hrošovský (86' Galarza) Paintsil, Arokodare (86' Sor), Fadera (46' Trésor)                       | 52' Muñoz 80' Paintsil 84' Cuesta |
| 25 juli 2023 20:30 Stade de Genève Lancy Ref.: István Vad Toeschouwers: 18.026   | Rouiller 78'                                               | 0 – 1 1 – 1                                                 | 21' Arokodare                                           | Vandevoordt Muñoz, Cuesta, McKenzie, Kayembe Heynen (68' Ouattara), El Khannous (60' El Hadj), Hrošovský (86' Galarza) Paintsil, Arokodare (86' Sor), Fadera (46' Trésor)                       | 52' Muñoz 80' Paintsil 84' Cuesta |
| 2 augustus 2023 19:00 Cegeka Arena Genk Ref.: Novak Simović Toeschouwers: 16.280 | KRC Genk                                                   | 2 – 2 (3 – 3) (n.v.) (1 – 4) (n.s.)                         | Servette FC Genève                                      | Vandevoordt Muñoz, Cuesta, McKenzie, Kayembe (46' Arteaga) Heynen (8' Galarza (105' Ouattara)), El Khannous (69' El Hadj), Hrošovský Paintsil (105' Bonsu Baah), Arokodare, Trésor (69' Fadera) | 69' Trésor 103' Paintsil          |
| 2 augustus 2023 19:00 Cegeka Arena Genk Ref.: Novak Simović Toeschouwers: 16.280 | Trésor 28' (pen.) Arokodare 51' Hrošovský Cuesta Arokodare | 1 – 0 1 – 1 2 – 1 2 – 2 Pen.: 0 – 1 0 – 2 1 – 2 1 – 3 1 – 4 | 36' Cognat 63' Bedia Touati Guillemenot Severin Rodelin | Vandevoordt Muñoz, Cuesta, McKenzie, Kayembe (46' Arteaga) Heynen (8' Galarza (105' Ouattara)), El Khannous (69' El Hadj), Hrošovský Paintsil (105' Bonsu Baah), Arokodare, Trésor (69' Fadera) | 69' Trésor 103' Paintsil          |

### UEFA Europa League

#### Voorrondes
| UEFA Europa League                                                                                 |                     |               |                       | |                              |
| Wedstrijddetails                                                                                   | Thuisploeg          | Uitslag       | Uitploeg              | Opstelling | Kaarten                      |
| Derde kwalificatieronde                                                                            |                     |               |                       | |                              |
| 10 augustus 2023 21:00 Georgios Karaiskákisstadion Piraeus Ref.: Glenn Nyberg Toeschouwers: 24.123 | Olympiakos Piraeus  | 1 – 0         | KRC Genk              | Vandevoordt Muñoz, Cuesta , McKenzie, Kayembe (70' Arteaga) Galarza (66' Ouattara), El Khannous, Hrošovský Paintsil, Arokodare (66' Sor), Trésor (80' Bonsu Baah)  | 3' Galarza 90+10' Bonsu Baah |
| 10 augustus 2023 21:00 Georgios Karaiskákisstadion Piraeus Ref.: Glenn Nyberg Toeschouwers: 24.123 | Fortounis 1'        | 1 – 0         |                       | Vandevoordt Muñoz, Cuesta , McKenzie, Kayembe (70' Arteaga) Galarza (66' Ouattara), El Khannous, Hrošovský Paintsil, Arokodare (66' Sor), Trésor (80' Bonsu Baah)  | 3' Galarza 90+10' Bonsu Baah |
| 17 augustus 2023 20:00 Cegeka Arena Genk Ref.: Tobias Stieler Toeschouwers: 11.998                 | KRC Genk            | 1 – 1 (1 – 2) | Olympiakos Piraeus    | Vandevoordt Cuesta , Ouattara, McKenzie (90+8' Oyen) Muñoz, El Khannous, Hrošovský (90+8' Arokodare), Kayembe Paintsil, Sor (90' Bonsu Baah), Fadera (70' Galarza) | 56' Fadera 65' Paintsil      |
| 17 augustus 2023 20:00 Cegeka Arena Genk Ref.: Tobias Stieler Toeschouwers: 11.998                 | Paintsil 30' (pen.) | 1 – 0 1 – 1   | 90+6' Alexandropoulos | Vandevoordt Cuesta , Ouattara, McKenzie (90+8' Oyen) Muñoz, El Khannous, Hrošovský (90+8' Arokodare), Kayembe Paintsil, Sor (90' Bonsu Baah), Fadera (70' Galarza) | 56' Fadera 65' Paintsil      |

### UEFA Europa Conference League

#### Voorrondes
| UEFA Europa Conference League                                                                  |                                                  |                                                                   |                                              | |                                         |
| Wedstrijddetails                                                                               | Thuisploeg                                       | Uitslag                                                           | Uitploeg                                     | Opstelling | Kaarten                                 |
| Play-offronde                                                                                  |                                                  |                                                                   |                                              | |                                         |
| 24 augustus 2023 20:00 Cegeka Arena Genk Ref.: António Nobre Toeschouwers: 9.460               | KRC Genk                                         | 2 – 1                                                             | Adana Demirspor                              | Vandevoordt Muñoz, Sadick, McKenzie , Kayembe Galarza, El Khannous, Hrošovský Fadera, Sor (71' Arokodare), Oyen (66' Bonsu Baah)                                                          | 24' McKenzie 60' Muñoz 90+6' Bonsu Baah |
| 24 augustus 2023 20:00 Cegeka Arena Genk Ref.: António Nobre Toeschouwers: 9.460               | Arokodare 77' Muñoz 90+3'                        | 0 – 1 1 – 1 2 – 1                                                 | 47' Akbaba                                   | Vandevoordt Muñoz, Sadick, McKenzie , Kayembe Galarza, El Khannous, Hrošovský Fadera, Sor (71' Arokodare), Oyen (66' Bonsu Baah)                                                          | 24' McKenzie 60' Muñoz 90+6' Bonsu Baah |
| 31 augustus 2023 20:00 Yeni Adanastadion Adana Ref.: José Munuera Montero Toeschouwers: 24.986 | Adana Demirspor                                  | 1 – 0 (2 – 2) (n.v.) (4 – 5) (n.s.)                               | KRC Genk                                     | Vandevoordt Muñoz, Sadick, McKenzie , Kayembe (68' Arteaga) Galarza, El Khannous (93' El Hadj), Hrošovský (68' Heynen) Fadera (51' Bonsu Baah), Sor (68' Arokodare), Oyen (114' Ouattara) | 25' Fadera 90+1' Arokodare              |
| 31 augustus 2023 20:00 Yeni Adanastadion Adana Ref.: José Munuera Montero Toeschouwers: 24.986 | Ndiaye 45+9' Niang Stambouli Belhanda Sari David | 1 – 0 Pen.: 1 – 0 1 – 1 2 – 1 2 – 2 2 – 3 3 – 3 3 – 4 4 – 4 4 – 5 | Heynen Bonsu Baah El Hadj Ouattara Arokodare | Vandevoordt Muñoz, Sadick, McKenzie , Kayembe (68' Arteaga) Galarza, El Khannous (93' El Hadj), Hrošovský (68' Heynen) Fadera (51' Bonsu Baah), Sor (68' Arokodare), Oyen (114' Ouattara) | 25' Fadera 90+1' Arokodare              |

#### Groepsfase
| UEFA Europa Conference League                                                                |                                           |                         |                                | |                                                                                         |
| Wedstrijddetails                                                                             | Thuisploeg                                | Uitslag                 | Uitploeg                       | Opstelling | Kaarten                                                                                 |
| Heenronde                                                                                    |                                           |                         |                                | |                                                                                         |
| 21 september 2023 18:45 Cegeka Arena Genk Ref.: Stéphanie Frappart Toeschouwers: 11.243      | KRC Genk                                  | 2 – 2                   | ACF Fiorentina                 | Vandevoordt Muñoz, Sadick, McKenzie, Arteaga Heynen , El Khannous (88' Hrošovský), Galarza Fadera (46' Bonsu Baah), Zeqiri (72' Arokodare), Oyen (77' El Hadj)          | 29' Muñoz                                                                               |
| 21 september 2023 18:45 Cegeka Arena Genk Ref.: Stéphanie Frappart Toeschouwers: 11.243      | Zeqiri 12' McKenzie 85'                   | 0 – 1 1 – 1 1 – 2 2 – 2 | 7' Ranieri 23' Ranieri         | Vandevoordt Muñoz, Sadick, McKenzie, Arteaga Heynen , El Khannous (88' Hrošovský), Galarza Fadera (46' Bonsu Baah), Zeqiri (72' Arokodare), Oyen (77' El Hadj)          | 29' Muñoz                                                                               |
| 5 oktober 2023 21:00 Dubočicastadion Leskovac Ref.: Adam Ladebäck Toeschouwers: 2.447        | FK Čukarički                              | 0 – 2                   | KRC Genk                       | Vandevoordt Muñoz, Cuesta, McKenzie, Kayembe Heynen , El Khannous (76' Galarza), Hrošovský Paintsil (90' Sor), Arokodare (76' Zeqiri), Bonsu Baah (67' Oyen)            |                                                                                         |
| 5 oktober 2023 21:00 Dubočicastadion Leskovac Ref.: Adam Ladebäck Toeschouwers: 2.447        |                                           | 0 – 1 0 – 2             | 10' Heynen 20' (pen.) Paintsil | Vandevoordt Muñoz, Cuesta, McKenzie, Kayembe Heynen , El Khannous (76' Galarza), Hrošovský Paintsil (90' Sor), Arokodare (76' Zeqiri), Bonsu Baah (67' Oyen)            |                                                                                         |
| 26 oktober 2023 21:00 Cegeka Arena Genk Ref.: Aleksandar Stavrev Toeschouwers: 10.597        | KRC Genk                                  | 0 – 0                   | Ferencvárosi TC                | Vandevoordt Muñoz, Cuesta, McKenzie, Arteaga Heynen , El Khannous, Galarza Paintsil (89' El Hadj), Zeqiri (75' Arokodare), Bonsu Baah (75' Sor)                         | 29' Arteaga 60' El Khannous 90+3' Arokodare                                             |
| 26 oktober 2023 21:00 Cegeka Arena Genk Ref.: Aleksandar Stavrev Toeschouwers: 10.597        |                                           |                         |                                | Vandevoordt Muñoz, Cuesta, McKenzie, Arteaga Heynen , El Khannous, Galarza Paintsil (89' El Hadj), Zeqiri (75' Arokodare), Bonsu Baah (75' Sor)                         | 29' Arteaga 60' El Khannous 90+3' Arokodare                                             |
| Terugronde                                                                                   |                                           |                         |                                | |                                                                                         |
| 9 november 2023 18:45 Groupama Arena Boedapest Ref.: Aleksej Koelbakov Toeschouwers: 20.127  | Ferencvárosi TC                           | 1 – 1                   | KRC Genk                       | Vandevoordt Muñoz, Cuesta, Sadick, Arteaga Heynen (33' Galarza), El Khannous, Hrošovský Paintsil (73' Fadera), Zeqiri (88' Sor), Bonsu Baah                             | 43' Sadick 55' El Khannous 58' Muñoz 73' Paintsil                                       |
| 9 november 2023 18:45 Groupama Arena Boedapest Ref.: Aleksej Koelbakov Toeschouwers: 20.127  | Pešić 47'                                 | 1 – 0 1 – 1             | 62' Muñoz                      | Vandevoordt Muñoz, Cuesta, Sadick, Arteaga Heynen (33' Galarza), El Khannous, Hrošovský Paintsil (73' Fadera), Zeqiri (88' Sor), Bonsu Baah                             | 43' Sadick 55' El Khannous 58' Muñoz 73' Paintsil                                       |
| 30 november 2023 21:00 Stadio Artemio Franchi Florence Ref.: Joey Kooij Toeschouwers: 16.666 | ACF Fiorentina                            | 2 – 1                   | KRC Genk                       | Van Crombrugge Muñoz, Cuesta, Sadick, Kayembe Hrošovský (78' El Khannous), Heynen , Galarza Paintsil, Arokodare (58' Zeqiri), Fadera (43' Bonsu Baah)                   | 20' Fadera 81' Muñoz 89' Paintsil 89' Hrošovský 90+2' Zeqiri 90+4' Galarza 90+6' Heynen |
| 30 november 2023 21:00 Stadio Artemio Franchi Florence Ref.: Joey Kooij Toeschouwers: 16.666 | Martínez Quarta 45+4' González 82' (pen.) | 0 – 1 1 – 1 2 – 1       | 45' Kayembe                    | Van Crombrugge Muñoz, Cuesta, Sadick, Kayembe Hrošovský (78' El Khannous), Heynen , Galarza Paintsil, Arokodare (58' Zeqiri), Fadera (43' Bonsu Baah)                   | 20' Fadera 81' Muñoz 89' Paintsil 89' Hrošovský 90+2' Zeqiri 90+4' Galarza 90+6' Heynen |
| 14 december 2023 18:45 Cegeka Arena Genk Ref.: Trustin Farrugia Cann Toeschouwers: 10.423    | KRC Genk                                  | 2 – 0                   | FK Čukarički                   | Vandevoordt El Ouahdi, Sadick, McKenzie, Arteaga Heynen , El Khannous (90+2' El Hadj), Galarza Paintsil (85' Bonsu Baah), Sor (90+2' Arokodare), Fadera (38' Hrošovský) | 33' Galarza 90+1' El Ouahdi                                                             |
| 14 december 2023 18:45 Cegeka Arena Genk Ref.: Trustin Farrugia Cann Toeschouwers: 10.423    | Heynen 21' Paintsil 57'                   | 1 – 0 2 – 0             |                                | Vandevoordt El Ouahdi, Sadick, McKenzie, Arteaga Heynen , El Khannous (90+2' El Hadj), Galarza Paintsil (85' Bonsu Baah), Sor (90+2' Arokodare), Fadera (38' Hrošovský) | 33' Galarza 90+1' El Ouahdi                                                             |

Groep F
| #  | Club            | GS | W | G | V | DV | DT | DS  | PTN |
| -- | --------------- | -- | - | - | - | -- | -- | --- | --- |
| 1. | ACF Fiorentina  | 6  | 3 | 3 | 0 | 14 | 6  | +8  | 12  |
| 2. | Ferencvárosi TC | 6  | 2 | 4 | 0 | 9  | 6  | +3  | 10  |
| 3. | KRC Genk        | 6  | 2 | 3 | 1 | 8  | 5  | +3  | 9   |
| 4. | FK Čukarički    | 6  | 0 | 0 | 6 | 2  | 16 | -14 | 0   |

1988/89 · 1989/90 · 1990/91 · 1991/92 · 1992/93 · 1993/94 · 1994/95 · 1995/96 · 1996/97 · 1997/98 · 1998/99 · 1999/00 · 2000/01 · 2001/02 · 2002/03 · 2003/04 · 2004/05 · 2005/06 · 2006/07 · 2007/08 · 2008/09 · 2009/10 · 2010/11 · 2011/12 · 2012/13 · 2013/14 · 2014/15 · 2015/16 · 2016/17 · 2017/18 · 2018/19 · 2019/20 · 2020/21 · 2021/22 · 2022/23 · 2023/24 · 2024/25